# Juana Mansilla
Juana Mansilla fue una soldado y enfermera española, conocida por su labor durante la Conquista de México.

## Biografía
Primera esposa de Alonso Valiente, llegó acompañandole a América en 1508. Fue una de las primeras mujeres españolas en dedicarse a la enfermería de guerra durante la conquista de América, bajo el mando de Isabel Rodríguez, citada por cronistas como Francisco Cervantes de Salazar y Bernal Díaz del Castillo.
Cuando en 1925 se creyó que su marido y resto de integrantes de una de las expediciones de Hernán Cortes podían haber fallecido, las esposas que habían quedado a la espera en Puebla, fueron presionadas para contraer nuevos matrimonios. Juana que no creía que su marido hubiera fallecido se negó. Gonzalo de Salazar la acusó de brujería por su creencia, y fue azotada. Sin embargo al descubrirse que en realidad la expedición y su marido habían sobrevivido, este no tuvo más remedio que disculparse, y él y los demás hombres del asentamiento la homenajearon en compensación. (p. 221)
Hacia 1528 regresó a España instalándose en las propiedades conyugales de Medellín (España), supuestamente por la relación bigama de su marido con María Ana de Moctezuma, con quien tuvo un hijo natural Juan en 1929. Se desconoce si regresó a América y cuando falleció, pero su marido contrajo un nuevo matrimonio hacia 1555 con Melchora de Aberrucia,  por lo que para esa fecha Juana ya habría fallecido.